# Red Steel
Red Steel es uno de los juegos creado por Ubisoft para Wii de Nintendo. Es uno de los tantos juegos de primera persona que utiliza la mira del Wiimote. El juego se basa en la época actual, está ambientado en Japón y se utilizan, además de pistolas, ametralladoras y escopeta, una katana que se maneja moviendo el control como una espada. Red Steel fue el primer juego de Wii en mostrar pantallas reales dentro del juego y del que se conoció su existencia, cuando de Wii sólo se conocía su nombre en clave, Nintendo Revolution.

## Argumento
La historia comienza cuando Scott Monroe (protagonista) es invitado a una cena para conocer al padre de su novia (Miyu Sama), quien realmente es el padrino del Sato Gumi, una mafia japonesa que se dedica a los negocios legales y honrados. En el restaurante, los llamados yakuzas (mafia japonesa) atacan y secuestran a Miyu Sato, y hieren al padre de Miyu, quien después de revelarle la verdad acerca de quién es, le da la "katana-giri", una katana antigua utilizada para castigar a padrinos corruptos y así, rescatar a Miyu y evitar que los yakuzas tomen control de Japón.
Scott se dirige a Japón para rescatar a Miyu con la katana giri, un signo de poder entre las distintas mafias. Allí conoce a Otori Tanaka, un exmiembro del Sato Gumi y a su hija, Mariko, que se convierten en mentores y lo ayudan a entrenar y a familiarizarse con la espada.
Scott se debe ir ganando el respeto de los distintos clanes japoneses para que te ayuden a acabar con los yakuzas, mientras Tokai (antagonista) lucha por tomar el control del Japón.
Al final Scott debe tomar una difícil decisión para decidir si Tokai debe morir. Si muere, Otori también morirá ya que está envenenado tras una lucha con una espada con un veneno mortal, y Tokai es el único que conoce la cura. Para eso debe impedir que Otori mate a Tokai, ya que Otori se quiere vengar porque también envenenó a su hija tras proteger la Katana-Giri.
Además cabe destacar que en cierta misión aparecen unos personajes con guiño a los Power Rangers.

## Personajes
- Scott Monroe: (el Héroe) Un hombre sin descripción.
- Miyu Sama: Prometida de Scott. Es raptada en una reunión con su padre.
- Sato Sama: Padre de Miyu y futuro suegro de Scott. Es atacado cuando conoce al protagonista.
- Tokai Kawaji: Antagonista principal; toma el control de seis clanes de Yakuzas y quiere controlar el Japón.
- Harry Tanner: Dueño de un club. Es quien da información al jugador acerca de los Yakuzas.
- Kajima: Enseña al jugador a usar armas de fuego.
- Otori Tanaka: Miembro reformado de los Yakuzas; enseña al jugador a usar katanas.
- Mariko Tanaka: Hija de Otori. Ella te enseña los movimientos especiales que puedes realizar con la "Katana-giri"

## Secuela
Ubisoft lanzó Red Steel 2 para la consola Wii el 23 de marzo de 2010 en Norteamérica, y en Europa el 26 de marzo del mismo año.

## Otras Páginas
- Página oficial en castellano
- Blog oficial en castellano
- Red Steel 2

- Datos: Q1359555